# Fruta seca
La fruta seca, fruta desecada o fruta deshidratada es un producto que se obtiene del secado realizado a diversas frutas especiales, propensas a este proceso; a diferencia de los frutos secos que no requieren generalmente de este proceso para ello. En su elaboración se llega a reducir el contenido de humedad en el cuerpo de la misma hasta llegar a un 20 % del peso. Este proceso de deshidratación tiene dos finalidades: su conservación (alargar su vida útil) y reforzar su sabor.

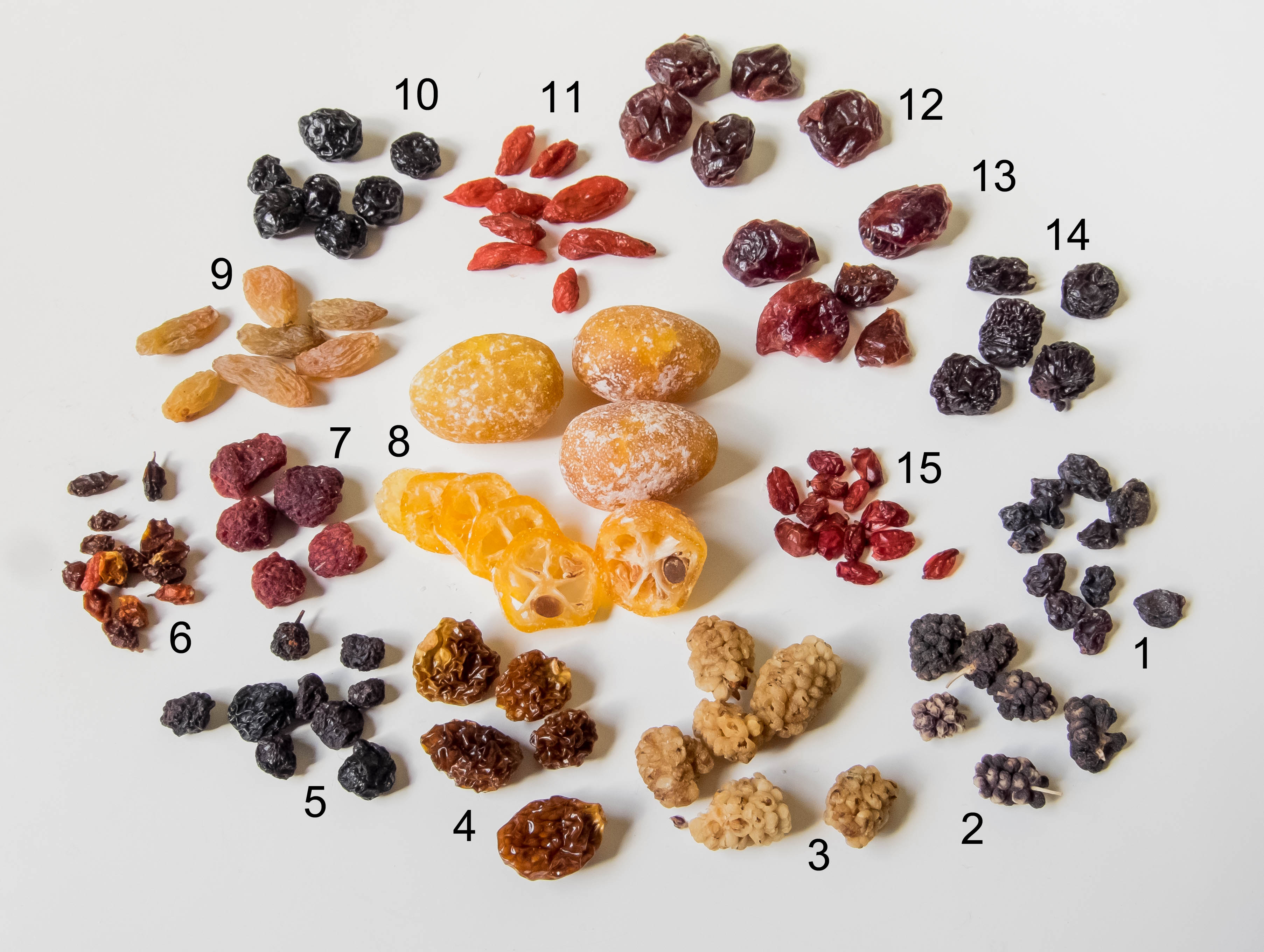
Algunas frutas secas:

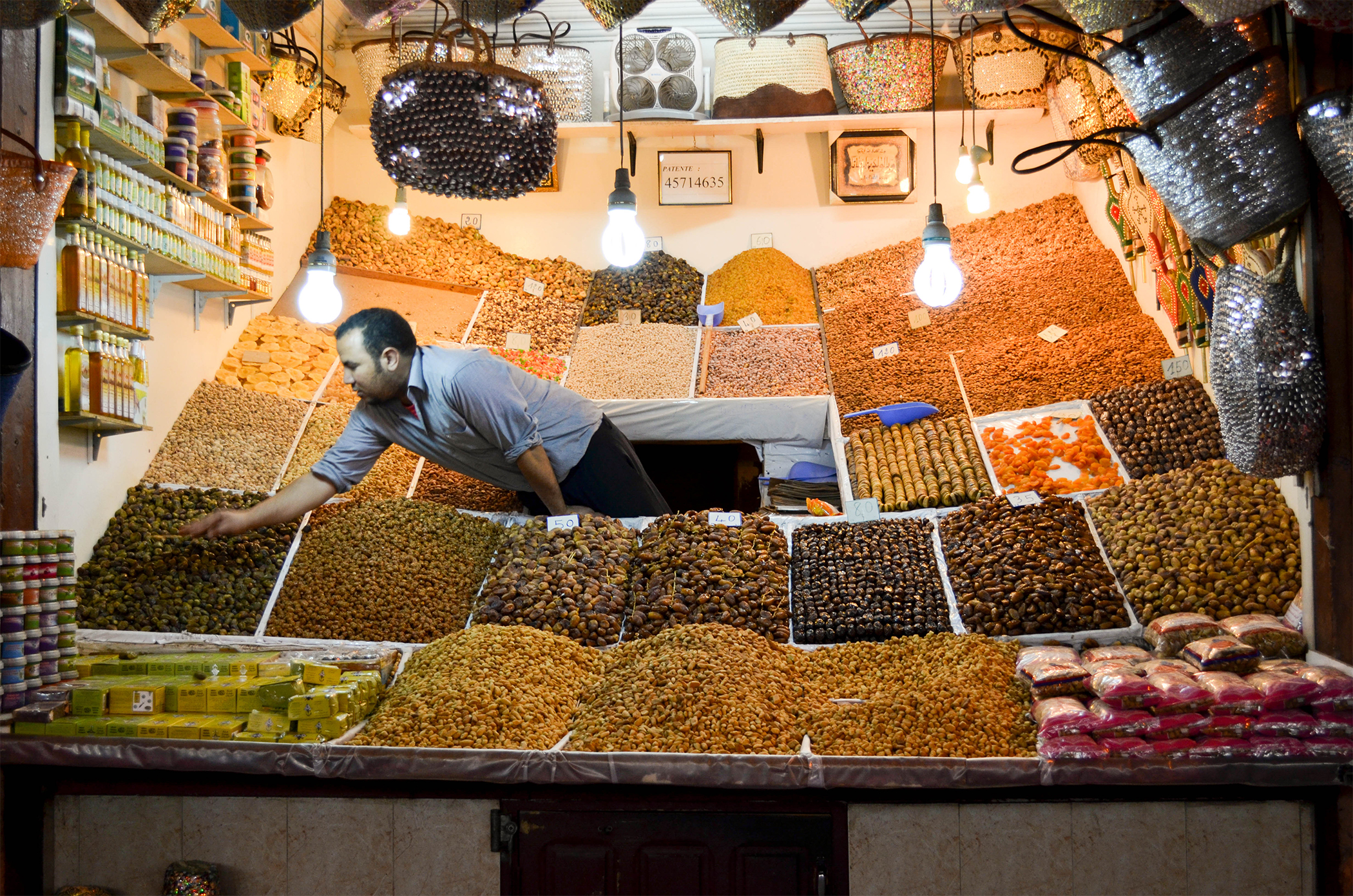
Puesto de frutas secas en el zoco de Marrakech, Marruecos.

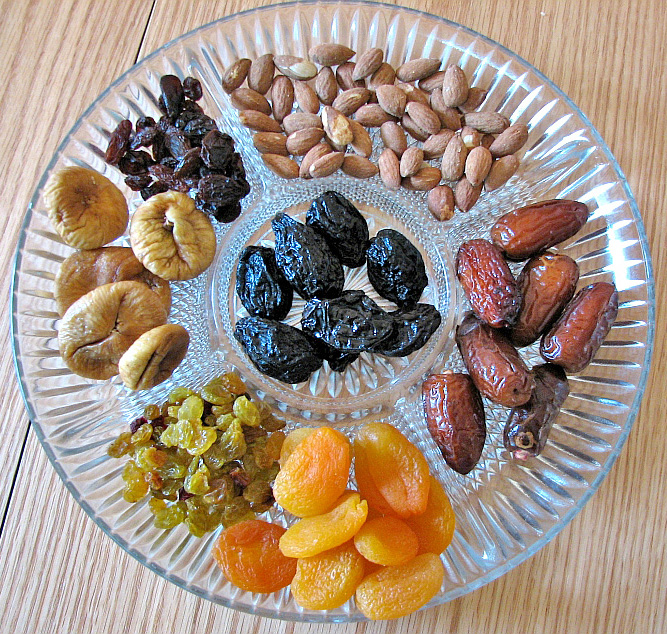
Surtido de frutas secas para Tu Bishvat.

Las primeras trazas conservadas de la tradición de secar fruta se remontan al cuarto milenio a. C. en Mesopotamia. Se las puede considerar como un simple aperitivo, o incluso algunas cocinas del mundo las suelen emplear como ingredientes en la elaboración de algunos platos, por ejemplo en las espinacas a la catalana. También se emplean en algunos postres, caso de las uvas pasas que se emplean a menudo junto con las frutas confitadas en algunos bizcochos.
- Plátano
- Calabaza
- Ciruela pasa
- Coco
- Dátil
- Higo
- Mango
- Papaya
- Pasa
- Piña
- Jujube

## Historia
Las frutas secas tradicionales como las pasas, los higos, los dátiles, los albaricoques y las manzanas han sido un elemento básico de las dietas mediterráneas durante milenios. Al Mediterráneo occidental llegó desde la región conocida como Creciente Fértil o Levante mediterráneo: las actuales Irak, Siria, Líbano, Palestina, Israel, y partes de Irán, Turquía y Egipto. El secado o deshidratación es también la forma más antigua registrada de conservación de alimentos; esto es porque las uvas, los dátiles y los higos que caían del árbol se secaban naturalmente expuestos al sol. Los primeros cazadores-recolectores observaron que estas frutas caídas eran una forma comestible y las valoraron por su durabilidad y por su mayor dulzor.
La primera mención registrada de frutas desecadas se puede encontrar en tablillas mesopotámicas que datan de aproximadamente 1500 a. C., que contienen las que probablemente sean las recetas escritas más antiguas conocidas. Estas losas de arcilla, escritas en acadio, el idioma cotidiano en Babilonia, se inscribieron en escritura cuneiforme y hablan de dietas basadas en cereales (cebada, mijo, trigo), verduras y frutas como dátiles, higos, manzanas, granadas y uvas. Estas primeras civilizaciones usaban los dátiles, el jugo del dátil se convertía en almíbar y las pasas en edulcorantes. Incluyeron frutas deshidratadas en su pan, para los cuales tenían más de 300 recetas, desde pan de cebada para la clase trabajadora, hasta pasteles muy elaborados y especiados con miel para la aristocracia. Debido a que el cuneiforme era muy complejo y solo los escribas que habían estudiado durante años podían leerlo, es poco probable que las tabletas fueran consideradas como libros de cocina para uso cotidiano. En cambio, fueron escritos para documentar el arte culinario de la época. Muchas recetas son bastante elaboradas y tienen ingredientes raros, por lo que podemos suponer que representan la «alta cocina mediterránea».
La palmera datilera fue uno de los primeros árboles cultivados. Fue domesticado en Mesopotamia hace más de 5.000 años. Creció abundantemente en todo el Creciente Fértil y era tan productivo (una palmera datilera promedio produce 50 kg de fruta al año durante 60 años o más) que los dátiles fueron los alimentos básicos más baratos. Como eran tan valiosos, quedaron bien registrados en los monumentos y templos asirios y babilonios. Los habitantes de Mesopotamia los secaban y consumían como dulces, o para aromatizar los platos de carne y pasteles de cereales. Los viajeros los valoraban por su energía y los recomendaban como estimulantes contra la fatiga.
Los higos también fueron apreciados en Mesopotamia, Oriente Próximo y Egipto, donde su uso diario era probablemente mayor o igual que el de los dátiles. Además de aparecer en pinturas murales, se han encontrado muchos especímenes en las tumbas egipcias como ofrendas funerarias. En la Grecia continental y Creta, los higos crecían en abundancia y fueron el alimento básico de pobres y ricos por igual, particularmente en su forma seca.
El cultivo de la uva comenzó en Armenia y las regiones orientales del Mediterráneo en el IV milenio a. C.; aquí, las pasas se fabricaban enterrando uvas en la arena del desierto. Rápidamente, la viticultura se extendió por el norte de África, incluidos Marruecos y Túnez. Los fenicios y los egipcios popularizaron la producción de pasas, probablemente debido al ambiente perfecto para el secado al sol. Las ponían en jarras para su almacenamiento y las asignaban a los diferentes templos por miles. También las incluyeron en sus elaboraciones de pan y en sus diversos pasteles, algunos hechos con miel, otros con leche y huevos.
Desde el Oriente Próximo, estas frutas se extendieron a través de Grecia a Italia, donde se convirtieron también en una parte importante de la dieta. Los antiguos romanos comían pasas en grandes cantidades y en todos los niveles de la sociedad, incluyéndolas como parte clave de sus comidas comunes, junto con aceitunas y otras frutas. El pan con pasas eran común para el desayuno, y las pasas de uva fueron tan valoradas que trascendieron el reino de los alimentos y se convirtieron en recompensas para atletas exitosos, así como en objeto de trueque.
Tener frutas secas era imprescindible en la antigua Roma, como indican estas instrucciones para las amas de casa alrededor del año 100 a. C.: «Debe tener un suministro de alimentos cocinados a mano para usted y los sirvientes. Debe tener muchas gallinas y abundantes huevos. Debe tener una gran reserva de peras secas, sorbetes, higos, pasas, sorbetes en mosto, peras y uvas y membrillos en conserva. También debe conservar las uvas en pulpa y en macetas enterradas en el suelo, así como nueces de Praenestina frescas de la misma manera, y membrillos escantianos en frascos, y otras frutas que generalmente se conservan, así como frutas silvestres. Todo esto debe guardarlo diligentemente cada año».

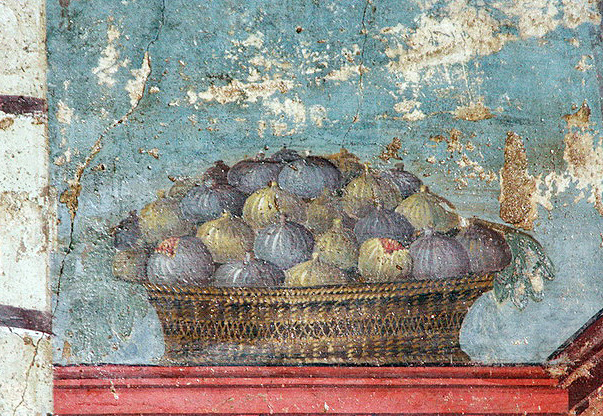
Cestilla de higos, fresco de Pompeya. Los higos secos eran un alimento común en la antigua Roma.

Los higos nuevamente fueron extremadamente populares en Roma. Los higos secos se añadían al pan y constituían una parte importante de la comida de invierno de la gente del campo. Se frotaban con especias como comino, anís y semillas de hinojo, o sésamo tostado, se envolvían en hojas de higuera y se almacenaban en frascos.
Las ciruelas, los albaricoques y los melocotones, originarios de Asia, fueron domesticados en China en el tercer milenio a. C. y se extendieron al Creciente Fértil, donde también fueron muy populares, tanto frescos como secos. Llegaron a Grecia e Italia mucho más tarde y eran muy caros, pero valorados en la preparación de platos gourmet con vino o guisados con miel y especias.

## Proceso de secado
El proceso de secado de estas frutas destruye alguna cantidad de vitaminas, principalmente vitamina C; es por esta razón por la que el consumo de este producto procesado tiene un menor contenido de esta vitamina que el de la fruta fresca. Algunas frutas se secan con algunas tazas de dióxido de azufre para darle algún color llamativo, es el caso de los melocotones y albaricoques en los famosos orejones, que suelen tener un color naranja llamativo debido a estos aditivos.
Un gran volumen de fruta es vendido como fruta seca con un contenido de humedad del 15 al 25 %. Esto puede obtenerse colocando la fruta en charolas para su secado, ya sea solar en horno o en túnel. La deshidratación proporciona un medio para producir frutas secadas de nuevas formas y de mejor calidad que la que es posible con el secado solar. Algunas de las frutas que son deshidratadas comercialmente son:
- Las manzanas generalmente son clasificadas, lavadas, mondadas y aderezadas, tratadas con sulfito y secadas en hornos.
- Los chabacanos, duraznos y nectáreos comúnmente son secados al sol. Los chabacanos deben ser sulfurados durante 3 o 4 horas y los duraznos y nectáreos de 4 a 6 horas. Estas frutas generalmente son blanqueadas con vapor antes del secado.
- las peras que van a ser deshidratadas son blanqueadas antes de la sulfuración. El secado requiere, generalmente, de 24 a 30 horas.
- Las ciruelas son lavadas y después secadas en un secador de túnel durante 18 o 24 horas.

Los tiempos en desecadora para las distintas frutas, son los siguientes (si no se indica temperatura, es a 55 °C):
Frutas y vegetales:
- Brócoli: 1 cm, 10-12h.
- Champiñones: 6mm, 5-8h.
- Espárragos: 2mm, 3-5 h.
- Fresas: 3mm, 6-8h.
- Judías: en juliana, 8-12 h
- Manzanas: 3 mm, 6-8h.
- Maíz: granos, 6-8h.
- Patata / boniato: 2mm, 8-10h.
- Peras: 2mm, 5-9 h.
- Pimientos: 5 mm, 6-8h
- Piña: 3mm, 5-8 h.
- Plátanos:  5mm, 8-10h.
- Remolacha: 2mm, 10-13 h.
- Tomate: 5mm., 8-12 h.
- Zanahoria: 2 mm, 8-10 h.
- Naranja: 4mm, 8-12 h, 60 °C
- Vegetales: 8-12h, 60 °C

Otros productos
- Carne o pescado: 5mm, 12-20h, 70 °C